# Vestiferum funebre
Espèce
Synonymes
- Nemastoma funebre Redikortsev, 1936
- Nemastoma brunneum Redikortsev, 1936

Vestiferum funebre est une espèce d'opilions dyspnois de la famille des Nemastomatidae.

## Distribution
Cette espèce se rencontre en Géorgie en Abkhazie et en Russie dans le kraï de Krasnodar.

## Description
Les mâles mesurent de 2,0 à 2,1 mm et les femelles de 2,05 à 2,4 mm.

## Systématique et taxinomie
Cette espèce a été décrite sous le protonyme Nemastoma funebre par Redikortsev en 1936. Elle est placée dans le genre Vestiferum par Martens en 2006.
Nemastoma brunneum a été placée en synonymie par Staręga en 1978.

## Publication originale
- Redikortsev, 1936 : « Материалы к фауне Опилионес СССР - Materialy k faune Opiliones SSSR - Beiträge zur Opilioniden-Fauna von U.S.S.R. » Proceedings of the Zoological Institute of the Russian Academy of Sciences, vol. 3, p. 33–57.